# Christopher Mfuyi
Christopher Nzay Mfuyi (ur. 3 lipca 1989 w Genewie) – piłkarz z Demokratycznej Republiki Konga grający na pozycji obrońcy. W 2012 roku został zawodnikiem klubu Servette FC.
W reprezentacji Demokratycznej Republiki Konga wystąpił jeden raz, 17 listopada 2010 w przegranym 1:3 towarzyskim meczu z Mali.